# Lucius Scribonius Libo (Prätor 192 v. Chr.)
Lucius Scribonius Libo war ein dem plebejischen Geschlecht der Scribonier entstammender Politiker der römischen Republik.
Von seinem cursus honorum ist zunächst bekannt, dass er 194 v. Chr. als kurulischer Ädil amtierte. In dieser Funktion hatte er Aulus Atilius Serranus zum Amtskollegen und wies den Senatoren bei den Ludi Romani eigene, vom übrigen Publikum getrennte Plätze an. Wiederum mit Atilius übte er zwei Jahre später, also 192 v. Chr., die Prätur aus, wobei er die Fremdengerichtsbarkeit bekam, d. h. als Praetor peregrinus fungierte. Des Weiteren sollte er für die Ausrüstung einer Flotte sorgen. Gegen Ende des Jahres 186 v. Chr. wurde er mit zwei anderen Männern beauftragt, neue Siedler in die römischen Kolonien Sipontum und Buxentum zu führen.
Das weitere Schicksal des Lucius Scribonius Libo ist nicht überliefert.